# Otis (Oregon)
Otis az Amerikai Egyesült Államok északnyugati részén, Oregon állam Lincoln megyéjében, a U.S. Route 101 egykori nyomvonala mentén elhelyezkedő önkormányzat nélküli település.
Névadója Otis Thompson, aki Archibald S. Thompson, az 1900-ban megnyílt posta vezetőjének unokaöccse.

## Éghajlat
A település éghajlata mediterrán (a Köppen-skála szerint Csb).
| Hónap                                   | Jan.  | Feb.  | Már. | Ápr. | Máj. | Jún. | Júl. | Aug. | Szep. | Okt. | Nov. | Dec.  | Év    |
| --------------------------------------- | ----- | ----- | ---- | ---- | ---- | ---- | ---- | ---- | ----- | ---- | ---- | ----- | ----- |
| Rekord max. hőmérséklet (°C)            | 18,0  | 22,0  | 26,0 | 29,0 | 36,0 | 37,0 | 37,0 | 37,0 | 33,0  | 30,0 | 24,0 | 18,0  | 37,0  |
| Átlagos max. hőmérséklet (°C)           | 8,4   | 10,6  | 12,1 | 14,0 | 16,6 | 18,6 | 20,9 | 21,6 | 20,7  | 16,2 | 11,4 | 8,6   | 15,0  |
| Átlagos min. hőmérséklet (°C)           | 2,3   | 3,9   | 3,0  | 4,3  | 6,3  | 8,7  | 9,9  | 10,2 | 9,0   | 6,9  | 4,0  | 2,6   | 5,9   |
| Rekord min. hőmérséklet (°C)            | −16,0 | −12,0 | −5,0 | −3,0 | −2,0 | 2,0  | 2,0  | 4,0  | 0,0   | −5,0 | −9,0 | −16,0 | −16,0 |
| Átl. csapadékmennyiség (mm)             | 390   | 282   | 285  | 183  | 120  | 91   | 34   | 45   | 90    | 202  | 355  | 398   | 2475  |
| Forrás: Western Regional Climate Center |       |       |      |      |      |      |      |      |       |      |      |       |       |

## Fordítás
- Ez a szócikk részben vagy egészben  az   Otis, Oregon című angol Wikipédia-szócikk ezen változatának fordításán alapul.  Az eredeti cikk szerkesztőit annak laptörténete sorolja fel. Ez a jelzés csupán a megfogalmazás eredetét és a szerzői jogokat jelzi, nem szolgál a cikkben szereplő információk forrásmegjelöléseként.